# In supposta veritas
In supposta veritas è il primo album video del rapper italiano Caparezza, pubblicato il 25 febbraio 2005 dalla EMI.

## Descrizione
Il DVD si divide in due dischi: il primo contiene il concerto svoltosi a Molfetta (città natale dell'artista) nel 2004 in occasione della promozione del suo secondo album studio Verità supposte mentre il secondo contiene tutti i videoclip del primo e del secondo album con l'aggiunta di alcuni contenuti extra (interviste, registrazioni live e videoclip inediti).

## Tracce
DVD 1
1. Backstage
2. Dagli all'untore (live)
3. Stango e sbronzo (live)
4. Dualismi (live)
5. Jodellavitanonhocapitouncazzo (live)
6. Il secondo secondo me (live)
7. Giuda me (live)
8. Fuori dal tunnel (live)
9. Nessuna razza (live)
10. Follie preferenziali (live)
11. Vengo dalla Luna (live)
12. Skazz l'eminl (live)
13. Mea culpa (live)

DVD 2
1. La fitta sassaiola dell'ingiuria (videoclip)
2. Tutto ciò che c'è (videoclip)
3. Fuori dal tunnel (videoclip)
4. Vengo dalla Luna (videoclip)
5. Il secondo secondo me (videoclip)
6. Jodellavitanonhocapitouncazzo (videoclip)

Contenuti extra
- Vespasiano (spot) (long version)
- Intervista a Caparezza
- Photogallery (backstage)
- Supposta per te
  - Dualismi (live Arezzo Wave)
  - Vengo dalla Luna (live MTV Day)
  - La fitta sassaiola dell'ingiuria (feat. Angelo Branduardi) (live)
  - Limiti (censored version) (videoclip)
  - Follie preferenziali (live 1º maggio)